# 田辺勝美
田辺 勝美（たなべ かつみ、1941年 - ）は、日本の美術史学者。仏教美術の東西交渉史が専門。

## 経歴
出生から修学期
1941年、静岡県で生まれた。東京大学教養学部フランス科で学び、1965年に卒業。ペシャーワル大学大学院に留学して考古学を学び、1969年に修士課程を修了。東京大学大学院美術史専攻に進み、1973年に博士課程を単位取得退学。
美術史研究者として
退学後、東京大学総合研究資料館助手に採用された。1979年より古代オリエント博物館主任研究員。1985年、研究部長に昇進。1993年、金沢大学文学部教授となった。2001年、中央大学総合政策学部教授に転じた。2002年、学位論文『毘沙門天像の起源：ガンダーラにおける東西文化の交流』を東京大学に提出して文学博士号を取得。2012年、中央大学を定年退任した。

## 著作
著書
- 『ガンダーラから正倉院へ』同朋舎出版 1988
- 『毘沙門天像の誕生 シルクロードの東西文化交流』吉川弘文館(歴史文化ライブラリー) 1999
- 『仏像の起源に学ぶ性と死』柳原出版 2006
- 『毘沙門天像の起源』山喜房佛書林 2006

共編著
- 『ペルシア美術史』深井晋司共著 吉川弘文館 1983年12月）
- 『シルクロードのコイン』講談社 (平山コレクション) 1992
- 『中央アジア』(世界美術大全集 東洋編 15) 前田耕作共編 小学館 1999
- 『西アジア』(世界美術大全集 東洋編 16) 松島英子共編 小学館 2000
- 『ガンダーラ佛教美術』講談社(平山コレクション)) 2007

## 参考
- “研究者情報データベース 研究者プロフィール 総合政策学部／教授 田辺 勝美”.  中央大学. 2011年7月24日閲覧。[リンク切れ]
- “精神のエクスペディシオン”.  東京大学. 2023年5月1日閲覧。